# Anna Taggaro
Anna Taggaro, gespeeld door actrice Daniella Alonso, is een personage uit de televisieserie One Tree Hill.

## Seizoen 2
De kijker ontmoet Anna voor het eerst als het meisje dat Lucas Scott redt tijdens een spel van Felix Taggaro. Al snel blijkt dat ze zijn zus is. Ze heeft al gauw een romantische connectie met Lucas en gaat ook met hem uit. Felix kan dit niet aanzien en zoekt ruzie met Lucas. Wanneer Anna met hem naar bed probeert te gaan tijdens het schoolbal, vertelt Lucas dat hij niet zeker weet of hij wel verliefd is op haar. Dit wordt vastgesteld wanneer hij achter Brooke Davis aangaat. Anna is woedend, maar niet om de meest logische redenen.
Wat blijkt, is dat Felix en Anna hiernaartoe zijn verhuisd door geruchten dat Anna lesbisch was. Ze probeerde dit in Tree Hill te verbergen door met Lucas uit te gaan. Wanneer ze Peyton Sawyer probeert te zoenen, is het bang dat ook hier het openbaar zal worden. Ook weet Mouth McFadden dat Anna biseksueel is wanneer ze om zijn hulp vraagt om haar opbiechting te verwijderen uit de tijdcapsule.
Wanneer Felix naar de militaire academie wordt gestuurd, vertrekt ook Anna niet veel later als haar oude vriendin Darby terugkomt om een relatie met haar te beginnen. Ze vertrekt wanneer ze besluit mee te gaan met Darby.